# Tiệm làm móng

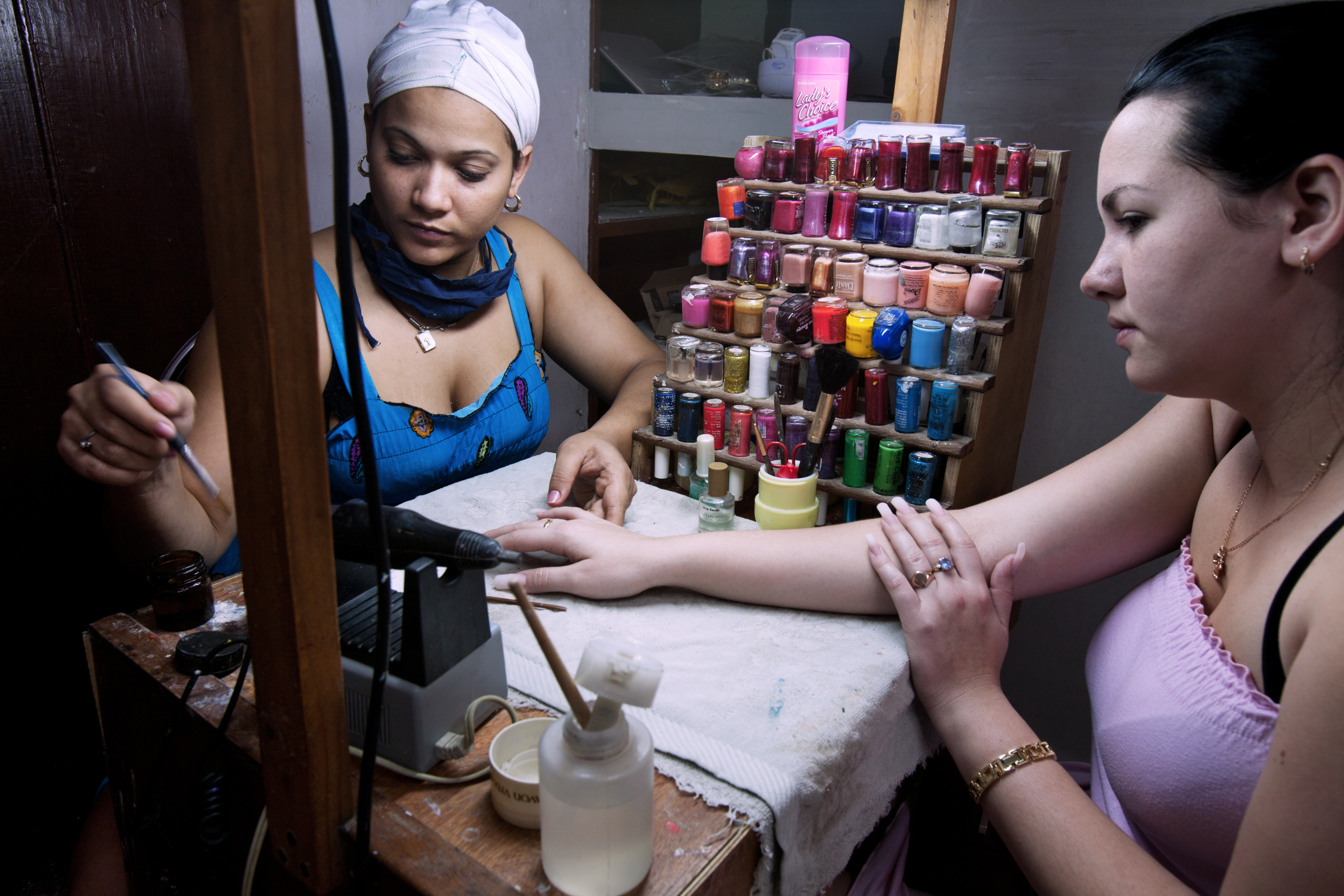
Bên trong một tiệm làm móng ở La Havana của Cuba

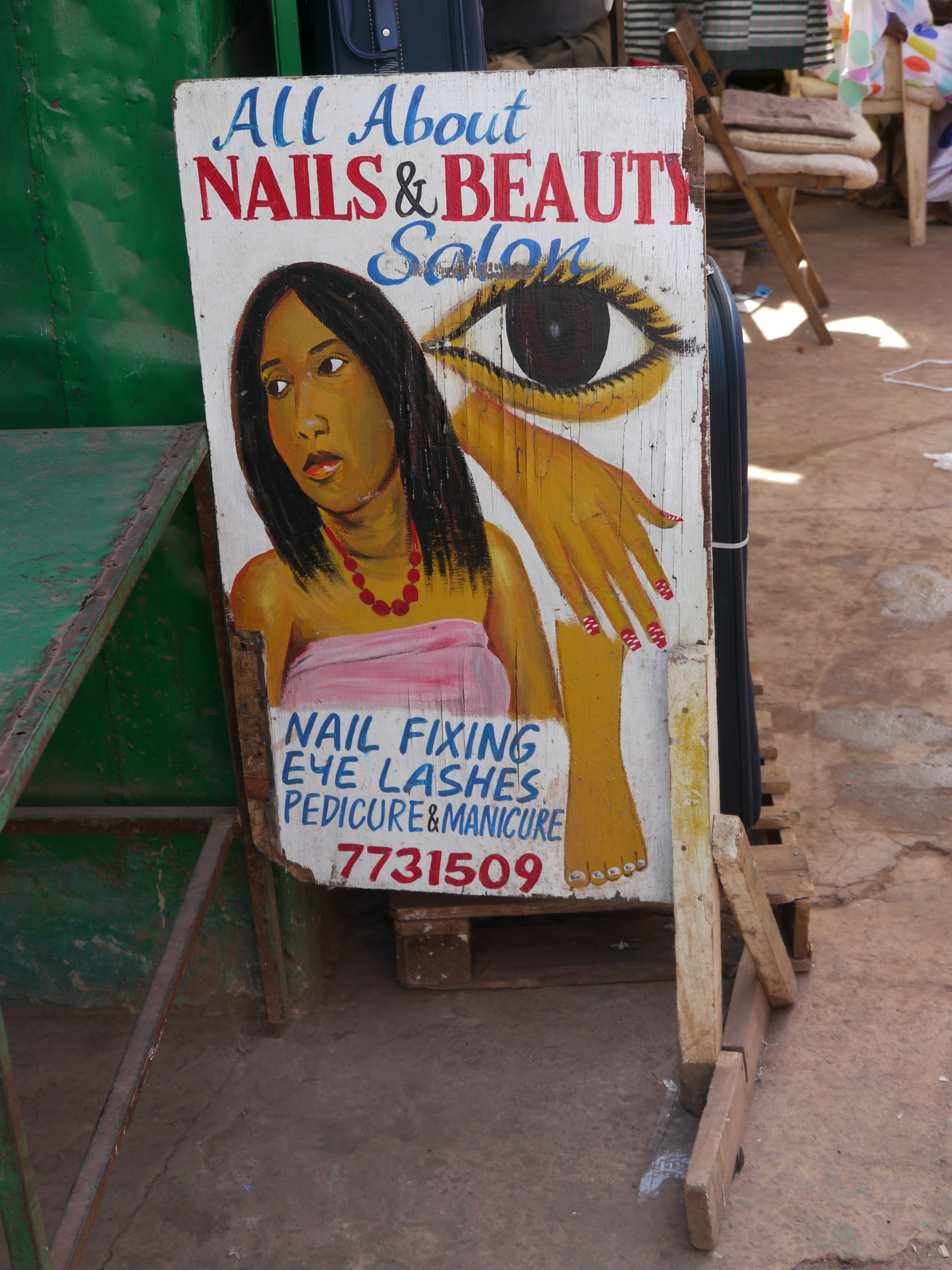
Một tiệm làm móng ở Gambia

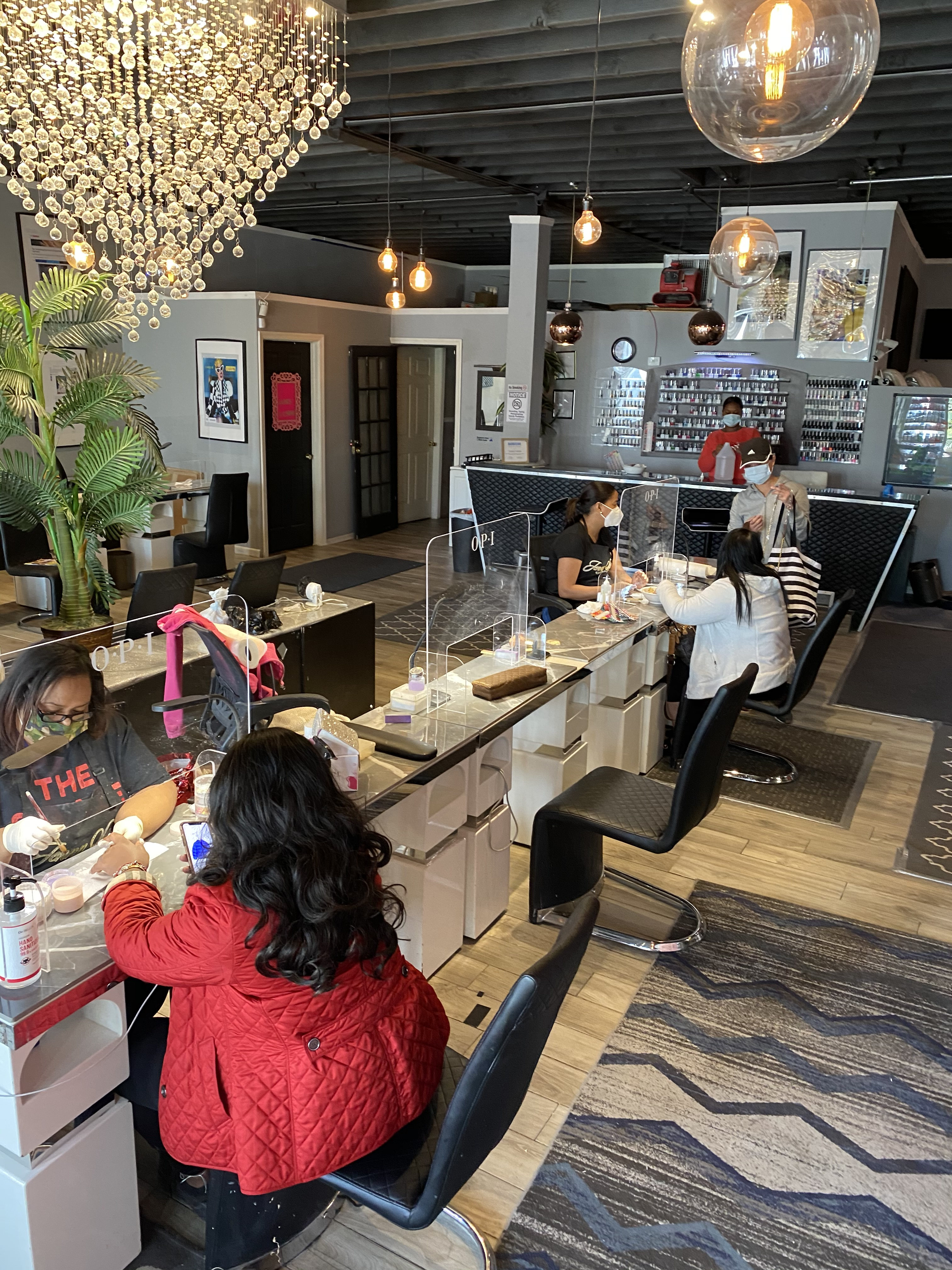
Một tiệm làm móng ở Mỹ của người Việt

Tiệm làm móng (Nail salon) hay tiệm nail là một cơ sở cung cấp dịch vụ làm đẹp chuyên về hoạt động chăm sóc thẩm mỹ (thẩm mỹ viện) và cung cấp dịch vụ chăm sóc móng tay và móng chân như sơn móng tay, sơn móng chân, cắt móng tay, cắt móng chân. Thông thường, một thẩm mỹ viện cũng có chức năng làm móng nhưng các tiệm làm móng là các cơ sở chuyên về loại hình này. Sơn sửa móng cũng được thực hiện ở thẩm mỹ viện, spa, khách sạn. Những người làm việc tại các tiệm nail thường được gọi là nhân viên làm móng hoặc nghệ nhân làm móng. Tiệm làm móng là các dịch chăm sóc và làm đẹp móng tay, móng chân. Nhiều người phụ nữ từng đến với tiệm nails tuy nhiên cần chú ý là không nên coi thường sự an toàn cho sức khỏe khi đến với các dịch vụ này vì dụng cụ dơ bẩn và những dịch vụ làm móng kém chất lượng có thể đối diện với nguy cơ bị bệnh như nấm chân, bệnh viêm gan siêu vi B, viêm gan siêu vi C.

## Trên thế giới

### Ở Mỹ

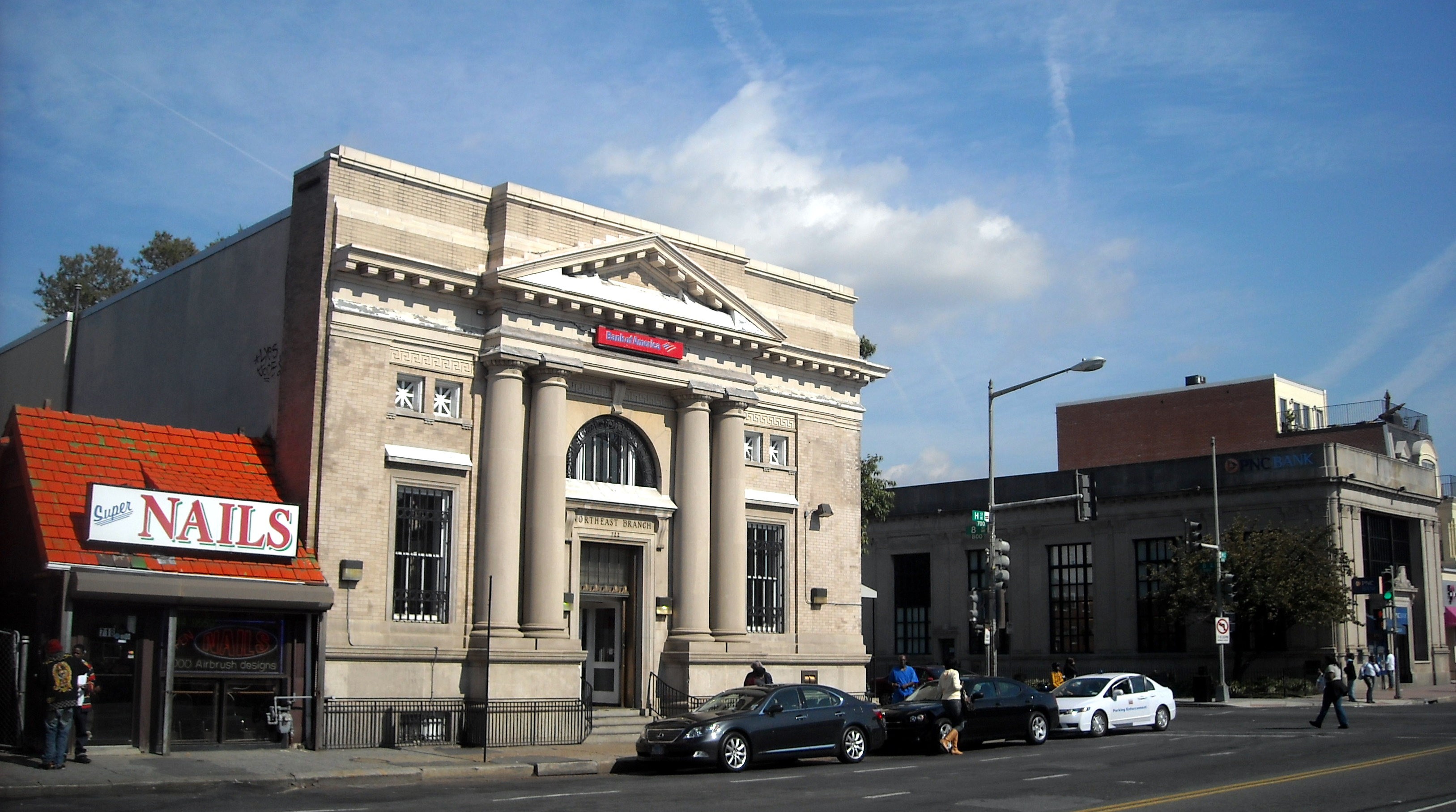
Một tiệm làm móng mọc bên cạnh một tòa nhà đồ sộ

Theo một báo cáo, ở Mỹ có khoảng 9.900 tiệm nail (tính đến năm 2010) tăng 23% so với năm 2007. Tiệm có nhiều nhất theo thứ tự ở tiểu bang California, Texas rồi Florida. Rất nhiều người Mỹ gốc Việt đã ăn lên làm ra ở Mỹ nhờ ngành công nghiệp vẽ móng. Thời trang vẽ móng, hay như cách nhiều người Việt vẫn gọi: "làm nail," đã trở thành con đường cho hàng ngàn người nhập cư tại Mỹ vươn lên thành tầng lớp trung lưu. Tiền công rẻ, là một yếu tố khiến cho người Việt có thể nhanh chóng thống lĩnh ngành công nghiệp có giá trị ước tính khoảng 6 tỷ USD ở Mỹ. Nó nhanh chóng trở thành cuộc sống, là sinh hoạt riêng của cộng đồng người Việt nhưng đồng thời cũng phát triển nhiều dịch vụ cho người Mỹ.
Theo Tạp chí Nails (Nails Magazine) thì người Mỹ gốc Việt nắm giữ đến 40% ngành công nghiệp nail ở Mỹ và ông Hannah Lee, Tổng biên tập tạp chí Nails cho rằng người Việt đã chiếm lĩnh ngành công nghiệp làm móng ở Mỹ. Có gần 50% cơ sở làm móng tại sử dụng lao động gốc Việt hoặc do người gốc Việt làm chủ. Khoảng 43% số người làm móng là người Việt và con số này ở bang California lên tới 80%. Tính riêng tại Florida, người Việt sở hữu 62% trong tổng số gần 2.000 mỹ viện về móng có đăng ký hoạt động. Từ đầu thập niên 1990, nghề nail bắt đầu thịnh hành ở vùng đông bắc của Mỹ do những người Việt từ bang California thấy có sự cạnh tranh và chuyển về đây làm ăn. Trước khi người Việt chiếm ưu thế về nghề nail, người ta chỉ thấy một vài phòng làm móng tay do người Mỹ làm chủ. Ban đầu, giá cả chính là một lợi thế cạnh tranh của các tiệm nail Việt. Họ có thể lấy công rẻ một chút vì những người thợ làm thuê cho họ cũng chấp nhận một mức lương thấp hơn. Điều này có nghĩa là với một số tiền tương đối ít, khả năng tiếng Anh cơ bản và một vài kỹ năng đào tạo về thẩm mỹ thì những người nhập cư Việt có thể mở một tiệm làm móng. Với lượng khách hàng ổn định họ có thể kiếm đủ tiền mua nhà và nuôi dạy con cái. Tuy vậy công việc cũng không phải là thuận lợi, nhất là khi có khó khăn từ nền kinh tế.

### Ở Việt Nam
Ở Việt Nam, nhiều người sẵn sàng chi tiền cho bộ móng đẹp du xuân, giá cả làm móng có thể tăng từ từ 10- 50%. Đặc biệt, dịch vụ làm nail (móng) đã bắt đầu lấn sân sang khu vực của nhiều quý ông nhưng mới phổ biến ở các salon cao cấp.